# Adrian Jardine
Adrian „Ado“ Jardine (* 23. August 1933 in Salisbury) ist ein ehemaliger britischer Segler.

## Erfolge
Adrian Jardine wurde im Flying Dutchman in Whitstable im Jahr 1959 Vizeweltmeister. In der 5,5-Meter-Klasse nahm er zweimal als Crewmitglied von Skipper Robin Aisher an Olympischen Spielen teil. Bei seinem Olympiadebüt 1964 in Tokio belegte er mit der Yeoman XII den elften Platz. Bei den Olympischen Spielen 1968 in Mexiko-Stadt gelang ihm neben Paul Anderson und Robin Aisher der Gewinn der Bronzemedaille. Bei der in Acapulco stattfindenden Regatta erzielten sie 39,8 Punkte, womit sie im Gesamtklassement hinter den schwedischen Olympiasiegern, den Sundelin-Brüdern, und dem von Louis Noverraz angeführten Schweizer Boot den dritten Platz belegten. Sein Bruder Stuart Jardine war ebenfalls zweifacher Olympiateilnehmer im Segeln.
Nach Abschluss seiner Offiziersausbildung an der Royal Military Academy Sandhurst wurde Jardine im August 1954 dem Pionierkorps (Corps of Royal Engineers) der British Army zugeteilt. In der Armee stieg er bis zum Captain auf.